# Listă de monumente din Huși
Aceasta este o listă de monumente din municipiul Huși.

## Statui
| Nume                                                                                       | Data dezvelirii | Autor            | Detalii | Imagine |
| ------------------------------------------------------------------------------------------ | --------------- | ---------------- | --- | ------- |
| Statuia lui Ștefan cel Mare (1457-1504)                                                    | 1995            | Gheorghe Alupoae | Localizată în curtea Episcopiei Hușilor. Realizată din bronz.                                                                                |         |
| Grupul statuar „Slavă eroilor români” ridicat în memoria Eroilor din Primul Război Mondial | 1928            | Mihai Onofrei    | Localizat în Parcul Rodina. Realizat din bronz. Este înscris în Lista monumentelor istorice din județul Vaslui, având codul VS-IV-m-B-06915. |         |

## Busturi
| Nume                                            | Data dezvelirii | Autor              | Detalii | Imagine |
| ----------------------------------------------- | --------------- | ------------------ | --- | ------- |
| Bustul lui Dimitrie Cantemir (1673-1723)        |                 | Iftimie Bârleanu   | Localizat în centrul civic al orașului. Realizat din piatră albă. |         |
| Bustul lui Mihail Kogălniceanu (1817-1891)      | 1959            | Vasile Aciobăniței | Localizat în fața Colegiului agricol “Dimitrie Cantemir”, pe strada Mihail Kogălniceanu. Realizat din piatră albă.                                                     |         |
| Bustul lui Alexandru Ioan Cuza (1820-1873)      | 1959            | Vasile Aciobăniței | Localizat în parcul din fața Liceului “Cuza Vodă”. Realizat din piatră albă.                                                                                           |         |
| Bustul generalului Gheorghe Teleman (1838-1913) | 1914            |                    | Localizat în Parcul Cuza Vodă. Realizat din bronz. Este înscris în Lista monumentelor istorice din județul Vaslui, având codul VS-IV-m-B-06914.                        |         |
| Bustul lui Ștefan Dimitrescu (1886-1933)        | sec. XX         |                    | Localizat în incinta Muzeului municipal de pe Str. General Teleman nr. 8. Este înscris în Lista monumentelor istorice din județul Vaslui, având codul VS-IV-m-B-06916. |         |